# African-American History Museum
L'African-American History Museum – ou Black Voices Museum – est un petit musée d'histoire américain à Harpers Ferry, dans le comté de Jefferson, en Virginie-Occidentale. Situé dans un bâtiment d'High Street protégé au sein de l'Harpers Ferry National Historical Park, il est géré par le National Park Service. Il traite de l'histoire des Afro-Américains dans la région.